# Hippo Diarrhytus
Hippo Diarrhytus (łac. Diocesis Hipponensis) – stolica historycznej diecezji w Cesarstwie rzymskim w prowincji Afryka Prokonsularna, sufragania metropolii Kartagina. Współcześnie miasto Bizerta w Tunezji. Obecnie katolickie biskupstwo tytularne.

## Biskupi tytularni
| Lp. | Biskup                   | Funkcja                                                              | Od                   | Do               |
| --- | ------------------------ | -------------------------------------------------------------------- | -------------------- | ---------------- |
| 1   | Jean-Joseph Tournier     | biskup pomocniczy Kartaginy (Tunezja)                                | 26 lutego 1892       | 28 czerwca 1924  |
| 2   | James Leen               | biskup koadiutor Port Louis (Mauritius)                              | 15 lipca 1925        | 16 kwietnia 1926 |
| 3   | Etienne Fourcadier       | wikariusz apostolski Antananarywy (Madagaskar)                       | 18 lutego 1928       | 2 maja 1948      |
| 4   | Guglielmo Bosetti        | biskup pomocniczy Brescii (Włochy)                                   | 4 listopada 1951     | 29 marca 1961    |
| 5   | Antonio Giuseppe Angioni | biskup pomocniczy Pizy (Włochy)                                      | 28 maja 1962         | 6 lipca 1968     |
| 6   | Artur Horsthuis          | emerytowany biskup Jales (Brazylia)                                  | 7 listopada 1968     | 16 marca 1971    |
| 7   | Albert Decourtray        | biskup pomocniczy Dijon (Francja)                                    | 27 maja 1971         | 22 kwietnia 1974 |
| 8   | Francisco Manuel Vieira  | biskup pomocniczy São Paulo (Brazylia)                               | 12 grudnia 1974      | 15 marca 1989    |
| 9   | Tadeusz Kondrusiewicz    | administrator apostolski w Mińsku administrator apostolski w Moskwie | 10 maja 1989         | 11 lutego 2002   |
| 10  | Jose Paala Salazar       | biskup pomocniczy Lipy (Filipiny)                                    | 23 listopada 2002    | 30 maja 2004     |
| 11  | Manfred Grothe           | biskup pomocniczy Paderborn (Niemcy)                                 | 14 października 2004 |                  |